# ملكة الكاريبي
ملكة الكاريبي (بالإيطالية: La regina dei Caraibi) هي إحدى روايات الكاتب الإيطالي إيميليو سالغاري، قصة الرواية هي تكملة لأحداث رواية القرصان الأسود. حيث تستمر قصة القرصان إيميليو روكانيرا لورد فينتيميليا في حيرته في الاستمرار من الانتقام من قاتل أخويه فان غولد وتأنيب ضميره بسبب تركه للفتاة ألتي أحبها هونوروتا بعد علمه أنها ابنة عدوه فان غولد.

## القصة
بعد أربعة سنوات من نهاية معركة جبل طارق ينضم القرصان الأسود إلى تحالف قراصنة نيكولاس فان هورن وميشيل دي غرامون ولورينس دي غراف لأجل مهاجمة ماراكايبو، هدف إيميليو هو الوصول إلى فان دي غولد وعندما يصل إلى سفينته وكحل أخير لفان دي غولد يقوم بتفجير سفينته لكي يهرب، فيما يغرق القرصان الأسود هو وطاقمه ويضيعون في إحدى الغابات ويتم امساكهم من قبل السكان المحليين. لكن لحسن حظهم يرون هناك هونوروتا الفتاة ألتي أحبها القرصان، وألتي أنقذها السكان المحليين بعد تحطم قاربها الذي اعطاها القرصان الأسود لها، وبسبب جمالها يعتقد السكان المحليين أنها إلهة البحر ويتوجوها ملكة عليهم. بعد أن تتعرف عليه تقوم باطلاق سراحه وثم يعود معها إلى إيطاليا بعد تركه للقرصنة.